# (16913) 1998 EK9
(16913) 1998 EK9 là một tiểu hành tinh vành đai chính, có đường kính khoảng 11,16 kilômét (6,93 mi). Nó được phát hiện qua chương trình tiểu hành tinh Beijing Schmidt CCD ở trạm Xinglong ở tỉnh Hồ Bắc, Trung Quốc ngày 11 tháng 3 năm 1998.